# Breznica (Makedonszki Brod)
Breznica (macedónul: Брезница) település Észak-Macedóniában, a Délnyugati körzet Makedonszki Brod-i járásában.

## Népesség
| Lakosok száma | 295  | 319  | 332  | 349  | 186  | 97   | 94   | 49   | 8    |
|               | 1948 | 1953 | 1961 | 1971 | 1981 | 1991 | 1994 | 2002 | 2021 |

2002-ben 49 lakosa volt, akik mindannyian macedónok.